# Бір-Себа – Хассі-Месауд
Бір-Себа – Хассі-Месауд – газопровід, який входить до складу облаштування алжирського нафтового родовища Бір-Себа.
В 2015 році почала роботу установка підготовки родовища Бір-Себа, яка за проектом може продукувати 1 млн м3 супутнього газу на добу. Зазначений газ можуть, зокрема, видавати до заводу ZCINA – однієї зі складових газопереробного комплексу найбільшого алжирського нафтового родовища Хассі-Месауд. Для цього в 2023-му ввели в дію газопровід від Бір-Себа довжиною 113 км та діаметром 300 мм.
Крім того, до установки Бір-Себа надходить газ від установки підготовки родовища Рахлет-Аль-Ауда, яке на піці повинне продукувати 2,2 млн м3 супутнього газу на добу.